# Synaphobranchus kaupii
Synaphobranchus kaupii är en fiskart som beskrevs av Johnson 1862. Synaphobranchus kaupii ingår i släktet Synaphobranchus och familjen Synaphobranchidae. IUCN kategoriserar arten globalt som livskraftig. Inga underarter finns listade i Catalogue of Life.